# ダイアン・アーバス
ダイアン・アーバス（Diane Arbus, 1923年3月14日 - 1971年7月26日）は、アメリカ合衆国の写真家。旧姓はネメロフ（Nemerov）。ファーストネームはディアンと発音されていた。
ニューヨーク州ニューヨークにてユダヤ系の家庭に生まれ、1940年代から主としてファッション写真をこなし、18歳で結婚した夫アラン・アーバスとともに、『ヴォーグ』、『ハーパース・バザー』、『エスクァイア』などの雑誌で活躍する。その後、フリークス（肉体的、精神的な障害者、肉体的、精神的に他者と著しく違いがある者、他者と著しく異なる嗜好を持つ者など）に惹かれ、次第に心のバランスを崩しニューヨークの自宅アパートのバスタブで自ら両手首を切って自殺した。享年48。

## 日本における主要展覧会
- 1973年6月1日～13日の「ダイアン・アーバス写真展」（池袋・西武百貨店）が、日本における最初の展覧会

## 主要写真集
- 『ダイアン・アーバス作品集』、筑摩書房、1992年、ISBN 4480871837

## 伝記
- Diane Arbus: A Biography, Patricia Bosworth著（邦訳『炎のごとく―写真家ダイアン・アーバス』、文藝春秋、1990年）
- 『毛皮のエロス ダイアン・アーバス 幻想のポートレート』Fur-an Imaginary Portrait of Diane Arbus

2006年、アメリカ製作、スティーヴン・シャインバーグ監督による映画。伝記映画ではなく、内容や登場する人物や状況はフィクションである。ダイアンをニコール・キッドマンが演じた。